# Sticklinge gård

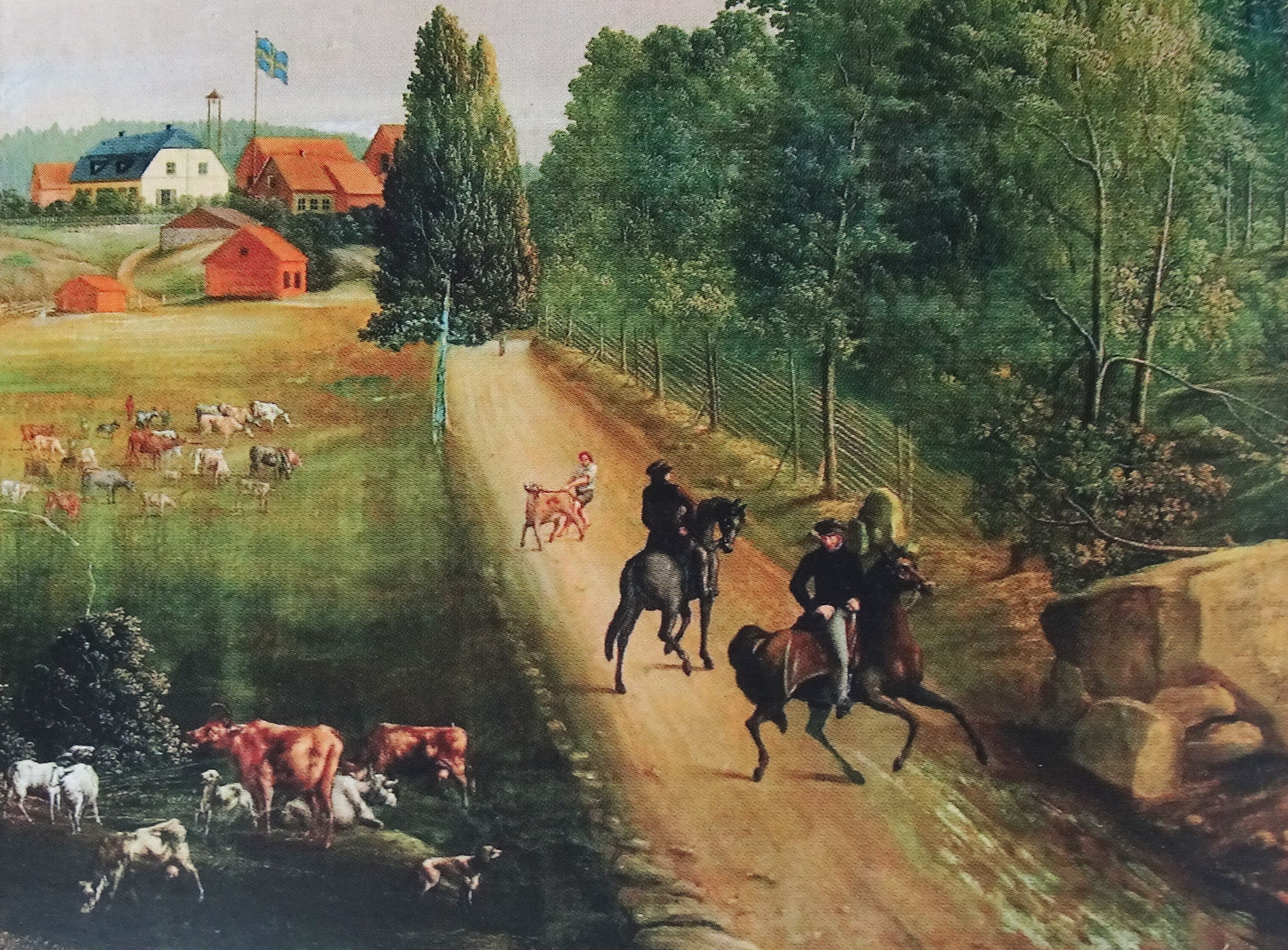
Sticklinge gård enligt N.G. Dahlbom, 1860-tal. Flyttblocket till höger finns kvar.

Sticklinge gård var en herrgård och ett gods på Sticklinge i nordvästra Lidingö. Huvudbyggnaden brändes ner 1980 och på platsen för gården, ungefär vid nuvarande Patron Haralds väg nr 2–8, uppfördes några villor.

## Historik

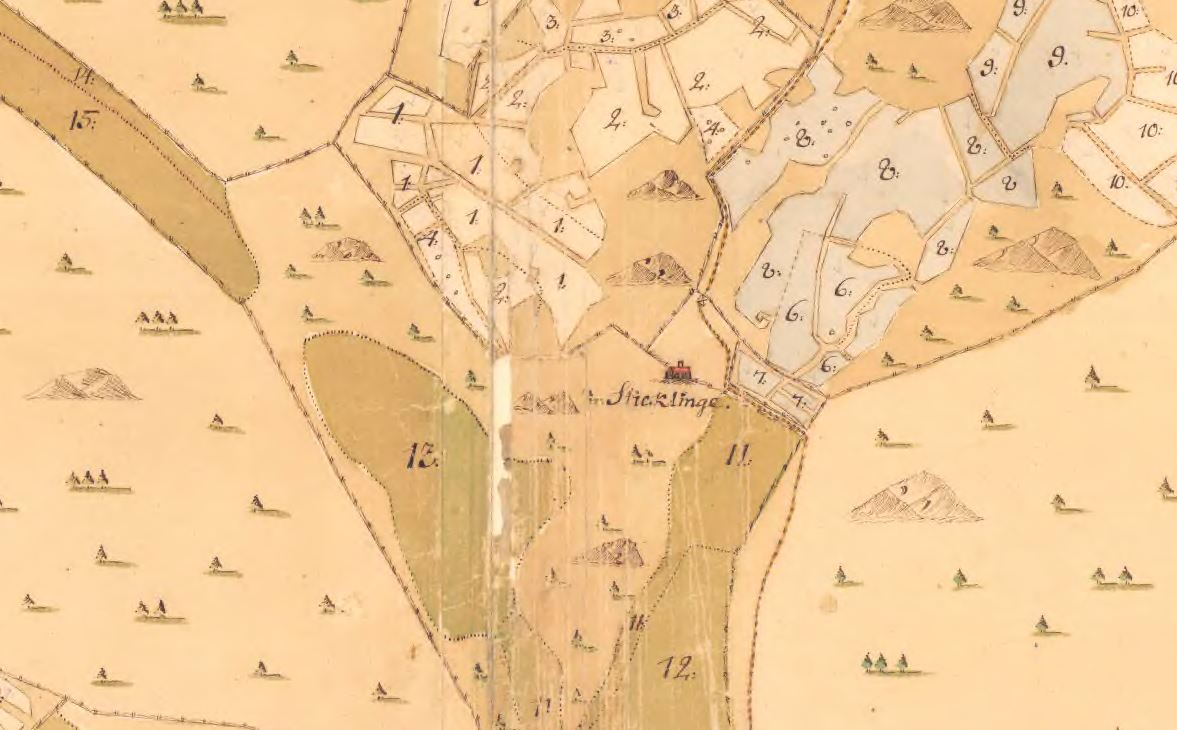
Sticklinge gård 1720.

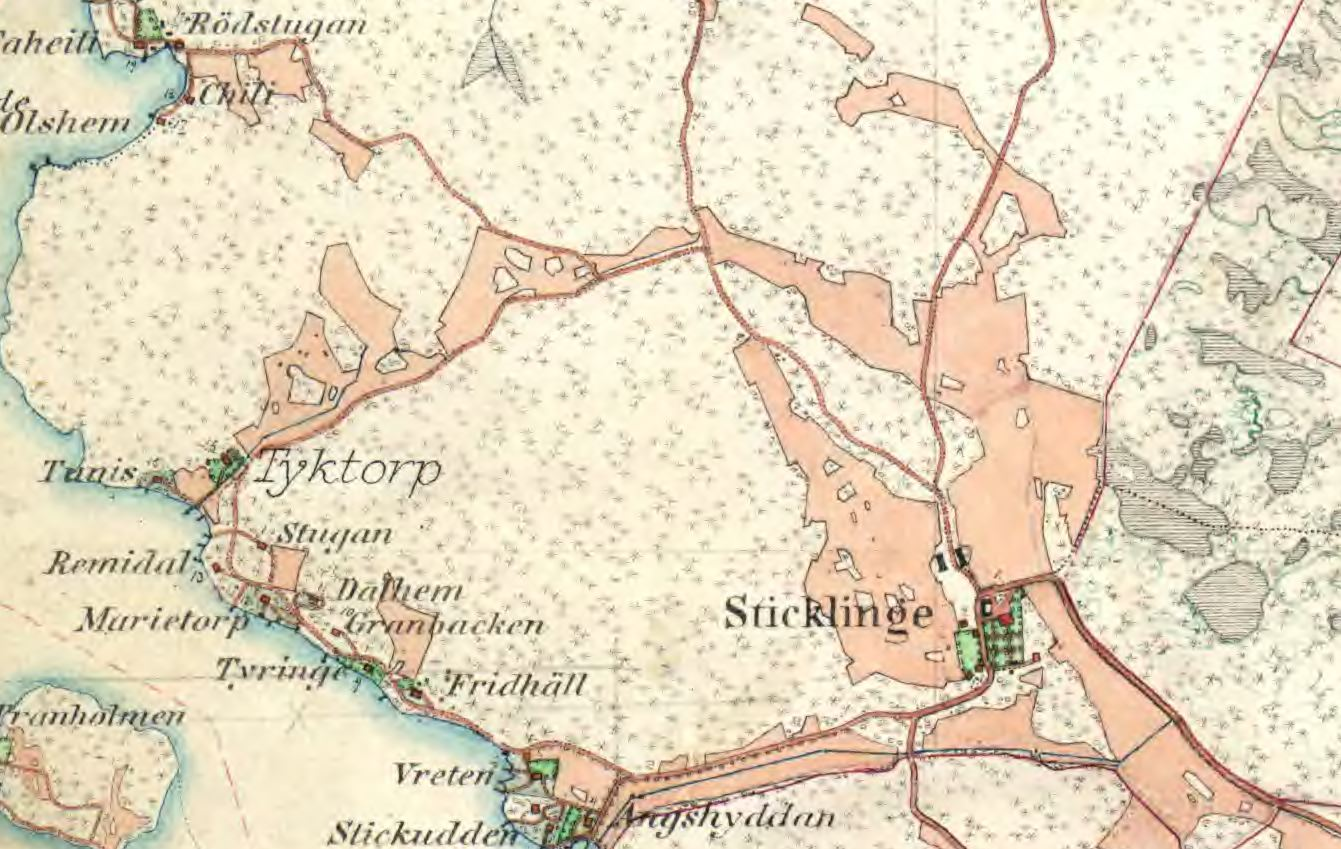
Sticklinge gård med omgivning 1900.

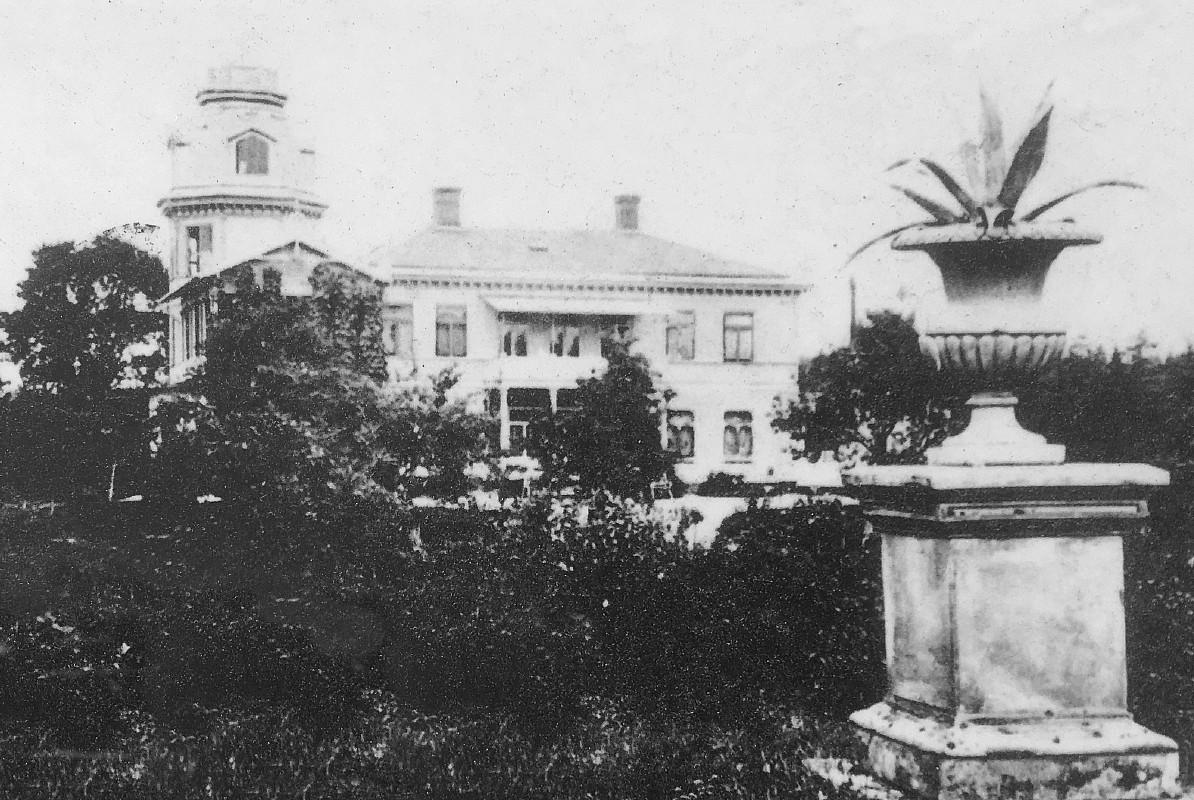
Sticklinge gård på 1880-talet.

Sticklinge går tillbaka till forntiden då Sticklinge by var en av Lidingöns första bosättningar, daterad till yngre järnåldern. Öns största gravfält med ett 60-tal gravar sträcker sig strax väster om Sticklinge gårds tidigare plats. Namnet Sticklinge härrör troligen från "stikil" som syftar på den djupa dalgången längs med Tyktorpsvägen.
Den ursprungliga mangårdsbyggnaden uppfördes i slutet av 1700-talet när medlemmar av ätten Banér i Djursholm styckade upp Lidingö och sålde ut Lidingölandet. Sticklinge med en gårdsbyggnad omnämns dock redan 1720 på en Geometrisk Charta öfwer Sticklinge, Tÿcketorp och Istlinge med underliggande torp. 
Stället ärvdes 1858 av ”Lidingökungen”, Johan August Zetterberg, vars mor, Maria Margareta Lindström, var gift med patronen på Sticklinge, Berentz Zetterberg. Johan August Zetterberg ägde flera gårdar på Lidingö, bland dem Ekholmsnäs, Långängen och Hersby gård. Den senare kom att bli familjen Zetterbergs huvuddomicil.
På 1880-talet fick sonen Harald Zetterberg (1837-1917) överta fastigheten. Corps de logi var byggd i liggtimmer och Zetterberg lät genomföra en omfattande förändring efter ritningar av litografen och arkitekten Otto August Mankell. Vid ombyggnaden fick huset ett åttkantigt torn i väster och en lägre flygel i öster samt fasader gestaltade i tidens smak. Till bebyggelsen hörde även flera ekonomibyggnader belägna norr om gården och öster respektive väster om dagens Kyttlingevägen. Söder om huvudbyggnaden fanns en liten fruktträdgård. En mindre rest efter den finns fortfarande (2020) kvar.

### Gårdens vidare öden
Efter Harald Zetterberg död såldes en del av gårdens odlingsmark och förvandlades till en golfbana för Lidingö golfklubb, som vid invigningen 1927 hade Sveriges första 18-hålsbana. Ritningarna till banan hade upprättats av den engelske banarkitekten H.G. Mac Donald på uppdrag av markägaren AB Lidingöstaden, som var ett av Svenska Handelsbanken genom Lidingö Tomtaktiebolag ägt bolag med uppgift att utveckla Lidingö som en villastad.
Sticklinge gårds gamla huvudbyggnad användes av golfklubben som klubbhus fram till 1938 då nuvarande klubbhus invigdes. Det ligger omkring 380 meter norr om den gamla gårdsbyggnaden och ritades av arkitekt Gustaf Birch-Lindgren i stram funktionalism. 
Sticklinges gamla huvudbyggnad förföll sakta och brändes slutligen ner 1980 efter att bland annat ha varit uthyrt till ett konstnärskollektiv. På platsen uppfördes några villor. Idag minner Patron Haralds väg om den tidigare ägaren. Till golfklubben hör också två av Sticklinge gårds ursprungliga ladugårdsbyggnader som brann upp på 1980- respektive på 1990-talet, men som båda har återuppbyggts och används nu av golfklubben som förråd. Den gulmålade stugan vid Tyktorpsvägen 2 var gårdens trädgårdsmästerbostad och uppfördes 1865 förmodligen efter ritningar av Harald Zetterberg.

### Nutida bilder

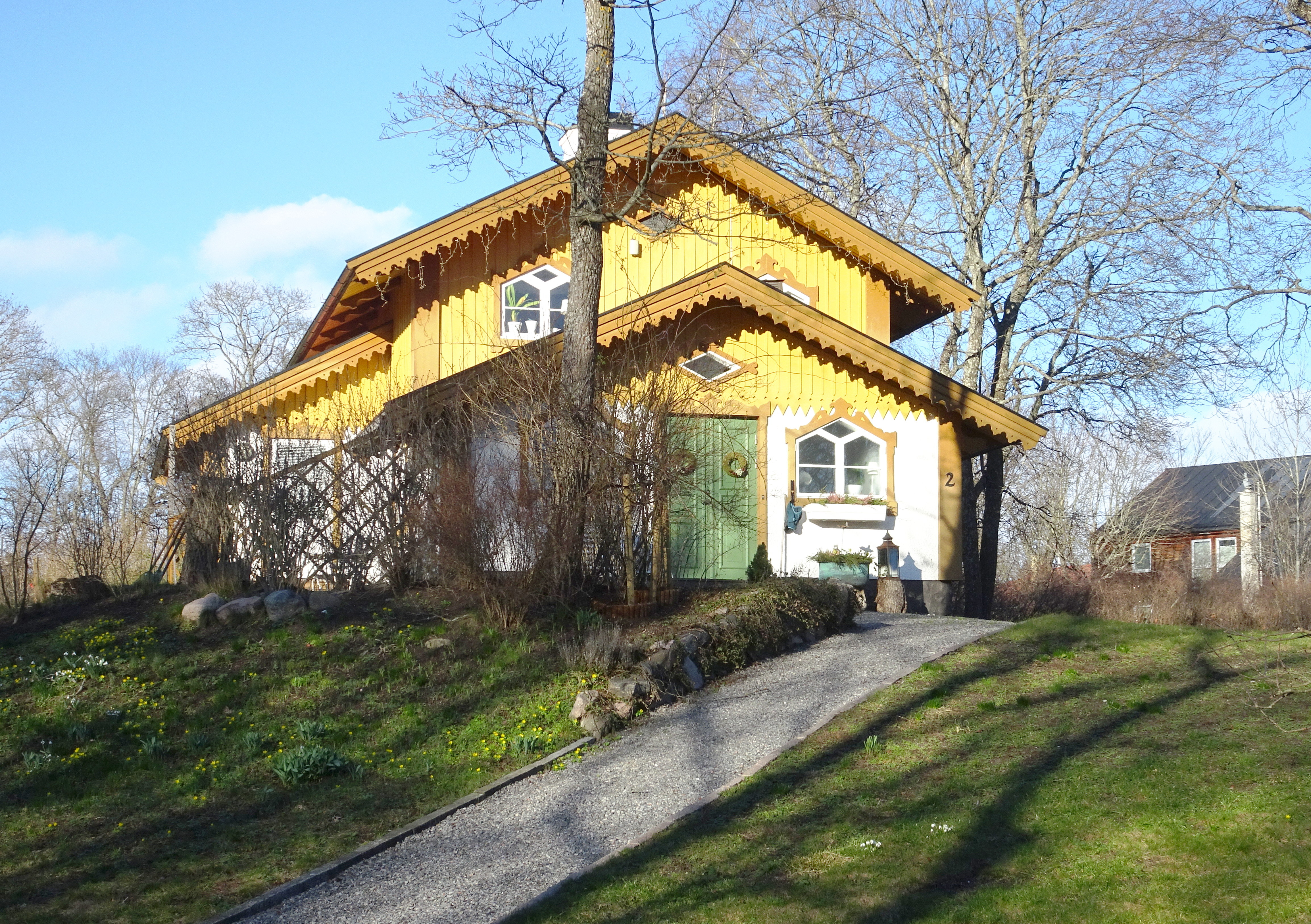
Gårdens f.d. trädgårdsmästarbostad.
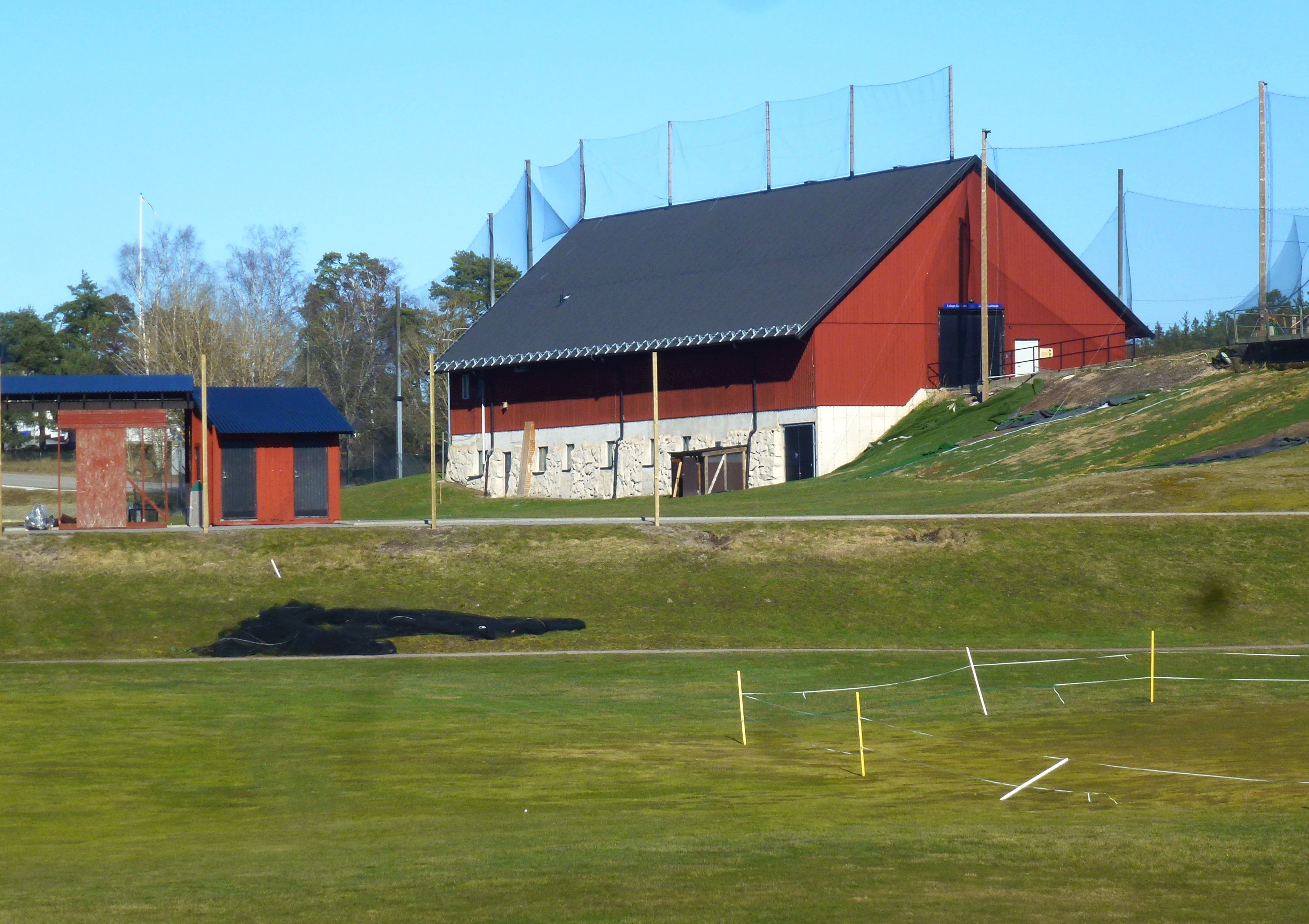
Sticklinge gårds lada väster om Kyttlingevägen.
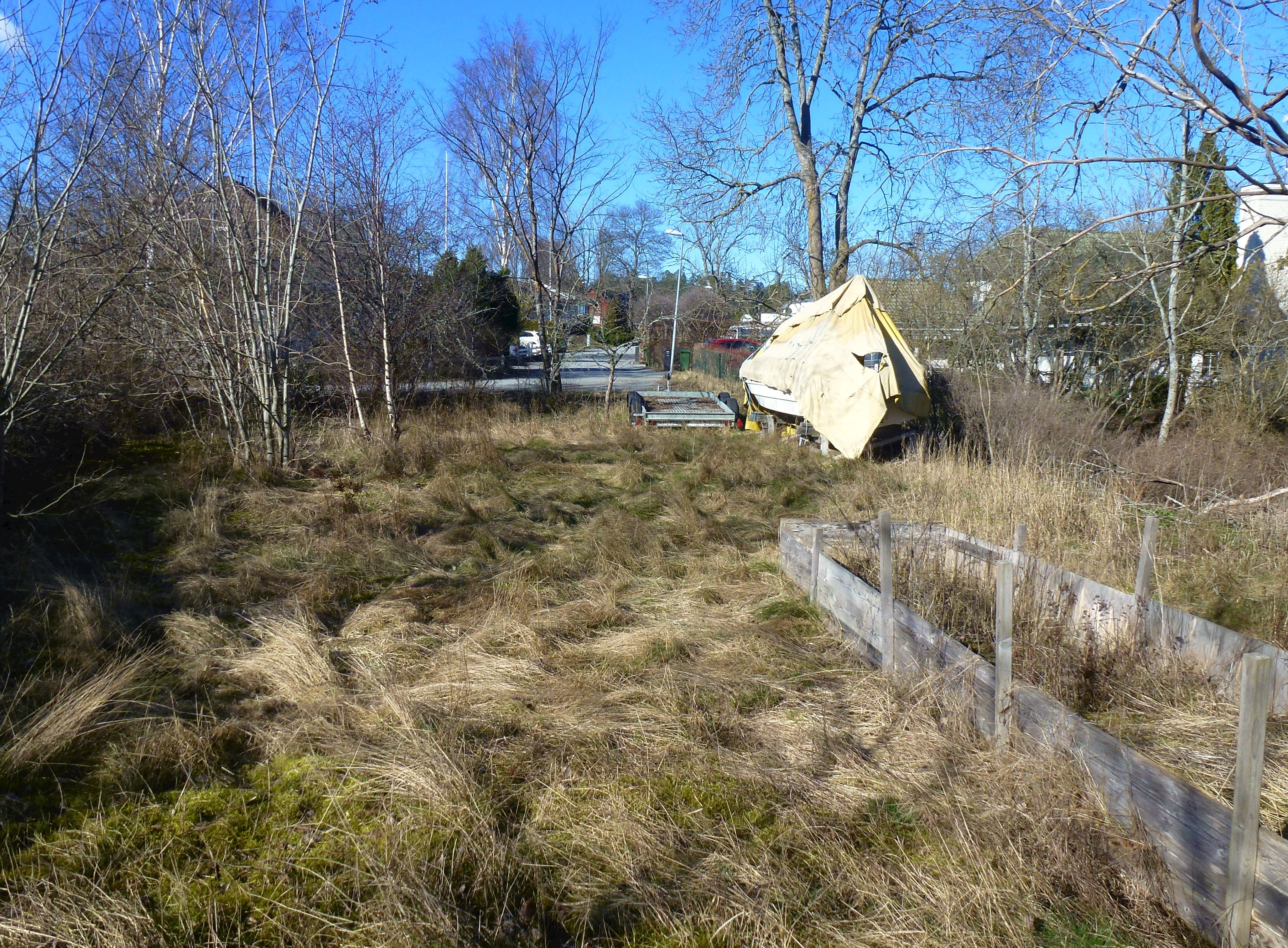
En liten rest av Sticklinge gårds trädgård, vy norrut.
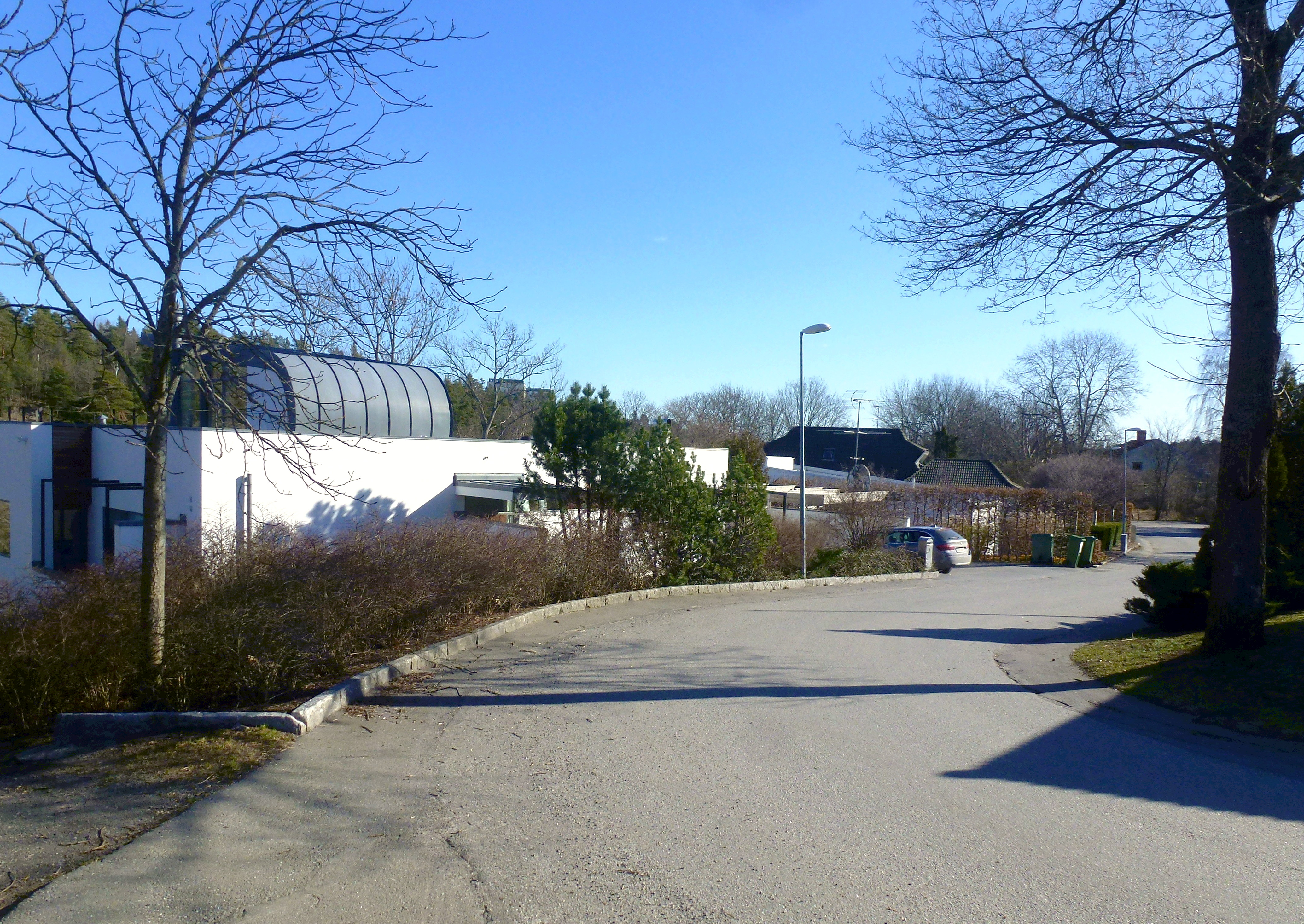
Patron Haralds väg, vy söderut.